# مطار بريمن
مطار بريمن (بالألمانية: Flughafen Bremen)(إياتا: BRE، إيكاو: EDDW) هو مطار دولي يخدم مدينة بريمن في ألمانيا. يبعد عن بريمن 3.5 كلم.

## شركات الطيران والوجهات
تقدم شركات الطيران التالية رحلات إلى مطار بريمن:
| شركـات طيـران                   | الوجهات |
| ------------------------------- | --- |
| طيران إيجيان                    | موسمي عارض: Heraklion |
| Corendon Airlines               | موسمي: مطار أنطاليا، مطار الغردقة الدولي |
| European Air عارض               | موسمي عارض: Burgas |
| يورو وينجز                      | مطار شتوتغارت الدولي موسمي: مطار ميورقة |
| الخطوط الجوية الملكية الهولندية | مطار سخيبول أمستردام |
| لوفتهانزا                       | مطار فرانكفورت، مطار ميونخ الدولي |
| Mavi Gök Airlines               | موسمي عارض: مطار أنطاليا |
| خطوط بيغاسوس                    | موسمي: مطار أنطاليا |
| رايان إير                       | مطار أليكانتي، مطار لندن ستانستد، مطار ميورقة، مطار فيلنيوس موسمي: Chania، مطار مالقة الدولي، مطار بورتو الدولي، مطار زادار |
| Star East Airlines              | موسمي عارض: مطار الغردقة الدولي |
| Sundair                         | مطار بيروت رفيق الحريري الدولي، Fuerteventura، مطار الغردقة الدولي موسمي: مطار أنطاليا، مطار غران كناريا، Heraklion، Kos، مطار الحبيب بورقيبة الدولي (تبدأ في 10 يوليو 2023)، مطار ميورقة، Rhodes، مطار تينيريفي الجنوبي، Thessaloniki (تبدأ في 7 يوليو 2023) |
| صن إكسبريس                      | مطار أنطاليا، مطار عدنان مندريس |
| الخطوط الجوية الدولية السويسرية | مطار زيورخ الدولي (تستأنف 29 أكتوبر 2023) |
| Tailwind Airlines               | موسمي عارض: مطار أنطاليا |
| Trade Air                       | عارض: مطار بريشتينا الدولي |
| الخطوط الجوية التركية           | مطار إسطنبول الدولي |
| ويز للطيران                     | مطار سكوبية الدولي، مطار تيرانا الدولي (تبدأ في 19 ديسمبر 2023) |

## الإحصائيات

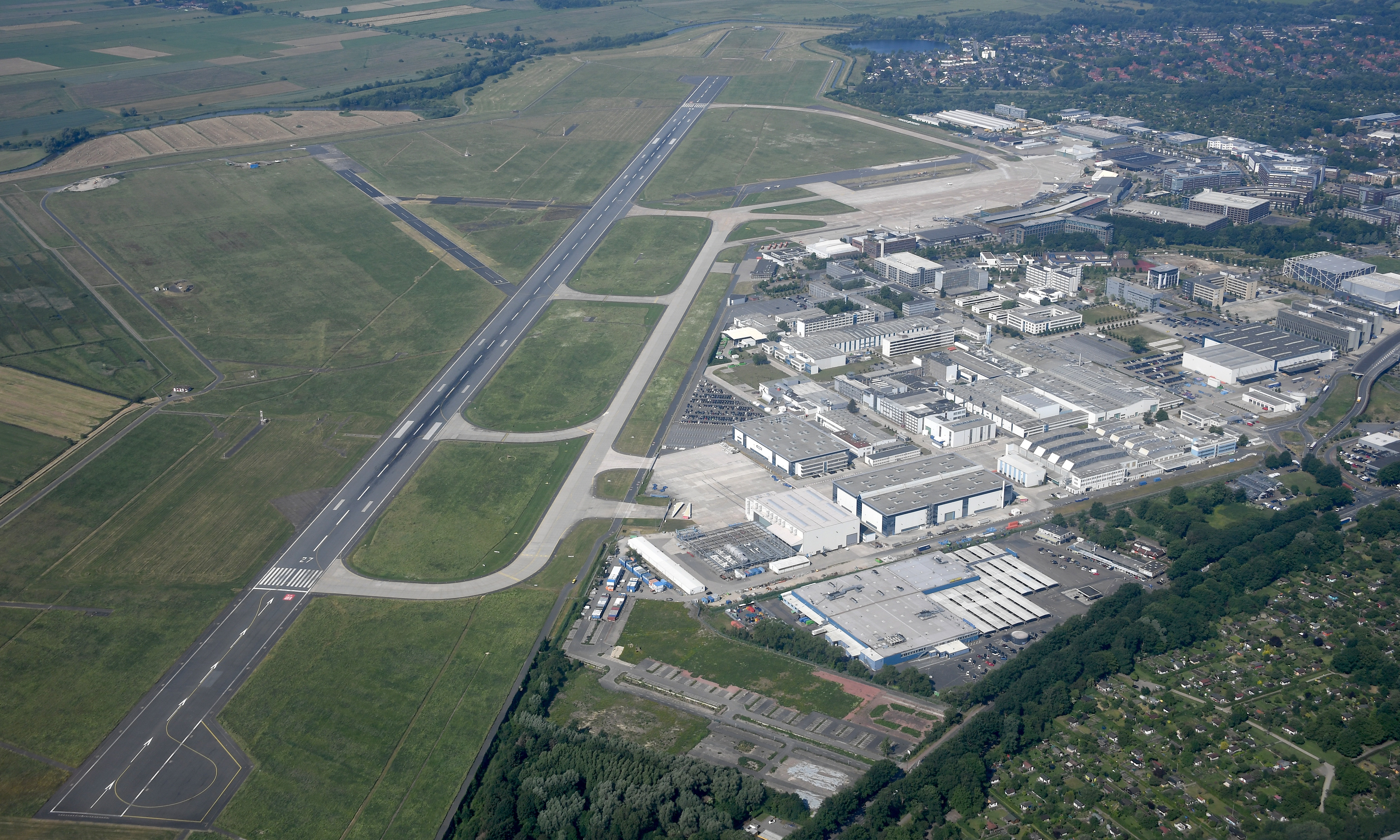
منظر المطار

شاهد source Wikidata query and sources.
|             | الركاب      | التغير   | الشحن(طن متري) |
| ----------- | ----------- | -------- | -------------- |
| 2000        | 1،918،064   | –        | –              |
| 2008        | ▲ 2،486،337 | 46،876   | 723            |
| 2009        | ▼ 2،448،851 | ▼ 43،650 | ▲ 731          |
| 2010        | ▲ 2،676،297 | ▲ 46،409 | ▼ 539          |
| 2011        | ▼ 2،560،023 | ▼ 45،412 | ▲ 612          |
| 2012        | ▼ 2،447،007 | ▼ 44،737 | ▲ 643          |
| 2013        | ▲ 2،612،627 | ▼ 44،263 | ▼ 567          |
| 2014        | ▲ 2.773.129 | ▲ 45.987 | ▲ 721          |
| 2015        | ▼ 2.660.754 | ▼ 42.263 | ▼ 608          |
| 2016        | ▼ 2.573.501 | ▼ 40.687 | ▲ 731          |
| 2017        | ▼ 2،540،084 | ▼ 37.233 | ▼ 647          |
| 2018        | ▼ 2.561.535 | ▲ -      | ▲ -            |
| 2019        | ▼ 2.308.338 | ▲ -      | ▲ -            |
| 2020        |             |          |                |
| 2021        |             |          |                |
| 2022        | ▲ 1،493،007 | ▲ 25،083 | ▲ 319          |
| Source: ADV |             |          |                |